# Tyrannochthonius densedentatus
Tyrannochthonius densedentatus és una espècie d'aràcnid de l'ordre Pseudoscorpionida de la família Chthoniidae.
Es troba de forma endèmica a Nova Zelanda.